# Șevcenka, Berezivka
Șevcenka (în ucraineană Шевченка) este un sat în comunei Striukove din raionul Berezivka, regiunea Odesa, Ucraina.

## Demografie
Componența lingvistică a localității Șevcenka
     Ucraineană (79,49%)
     Rusă (10,26%)
     Română (10,26%)
Conform recensământului din 2001, majoritatea populației localității Șevcenka era vorbitoare de ucraineană (79,49%), existând în minoritate și vorbitori de rusă (10,26%) și română (10,26%).